# THE VERY RUST OF UNICORN VIDEO
『THE VERY RUST OF UNICORN VIDEO』（ザ・ベリー・ラスト・オブ・ユニコーン・ビデオ）は、日本のロックバンド、UNICORNのドキュメント映像を収めた2作品の総称。前編『MOVIE6 THE VERY RUST OF UNICORN VIDEO Vol.1』、後編『MOVIE7 THE VERY RUST OF UNICORN VIDEO Vol.2』の2巻構成。ともに本項で扱う。

## 解説
解散後に発売された企画作品。結成から解散に至るまでのヒストリー映像集となっている。過去の映像に加え、メンバーやスタッフ・関係者へのインタビュー映像も織り込まれている。初回限定：ゴム風ジャケット仕様（前編・後編ともに）

## MOVIE6 THE VERY RUST OF UNICORN VIDEO Vol.1
- 1986 3.22　ユニコーン結成
- 1986 5.15　初ライブ
- 1987 5. - 6.　「BOOM」レコーディング
- Maybe Blue
- 1988 3.1 -　「PANIC ATTACK」レコーディング
- 1988 5.25　阿部ユニコーンで初ステージ
- 1988 10.14 - 1989 1.19　「PANIC ATTACK」ツアー
- 1989 2.6 - 2.11　合宿リハーサル
- 1989 3.28　「大迷惑」プロモーション・ビデオ撮影
- 1989 6.29　山形市民会館
- 1989 9.1 　2ndシングル「デーゲーム」発売
- 1990 4.20 - 5.8　「ケダモノの嵐」レコーディング
- 1990 7.21 　シングル「働く男」発売

## MOVIE7 THE VERY RUST OF UNICORN VIDEO Vol.2
- 1991 1.8　阿部左肩脱臼
- 1991　「ヒゲとボイン」レコーディング
- 1991 6.21　「ブルース」発売キャンペーン
- 1991 8.16 - 28　LA
- 1991 10.22 - 92 3.19　舞監なき戦いツアー
- 1992 4.22 - 5.24　奥田「寺田」「愛のツアー」
- 1992 7.　イベント
- 1992 9.23 - 12.2　「ツアーSFW」スタート
- 1992 12.20 - 12.27　レコーディングリハーサル
- 1993 1.22 - 2.17　「SPRINGMAN」レコーディング　河口湖
- 1993 1.29　サウンドプロデューサー　ジョー・ブレイニー来日
- 1993 3.26 - 4.5　「4946ツアー」リハーサル
- 1993 9.21　解散発表